# Varignano
Varignano is een plaats (frazione) in de Italiaanse gemeente Porto Venere.